# Гарцуев, Павел Николаевич
Павел Николаевич Га́рцуев (4 января 1905 — 23 декабря 1969) — руководитель ряда железных дорог СССР, Герой Социалистического Труда.

## Биография
Родился 4 января 1905 года[по какому календарю?] в Санкт-Петербурге в семье железнодорожника. Окончил начальную школу, два года учился в городском училище. Но учёбу окончил, в 14 лет пошёл работать.
Устроился учеником слесаря в депо Петроград-Пассажирский Московский. На следующий года стал учащимся Политехникума путей сообщения. После окончания техникума в 1924 году вернулся в своё депо и стал работать слесарем, потом техником по ремонту паровозов, помощником машиниста и со временем сам повел локомотив.
В 1928 году был призван в Красную Армию, службу проходил в артиллерийской бригаде. После демобилизации был направлен на орудийный завод «Большевик» в Ленинграде. Вскоре был направлен на учёбу в Ленинградский институт инженеров железнодорожного транспорта, где учился на факультете эксплуатации железных дорог.
По окончании института был направлен инженером на станцию Ленинград-Товарный Витебский. Затем работал инженером отделения движения, диспетчером, заместителем начальника службы движения Октябрьской железной дороги. В декабре 1937 года назначен начальником Волховстроевского отделения движения Кировского железной дороги.
В мае 1939 году приказом наркома Кагановича назначен заместителем начальником Кировской железной дороги. Когда дорога стала прифронтовой, во время войны с Финляндией, пришлось работать в трудных условиях, осложнявшихся ещё и суровым климатом. П. Н. Гарцуев успешно справлялся со своими обязанностями, в конце 1939 года был награждён орденом «Знак Почета».
В декабре 1940 года принял руководство Кировской железной дорогой. В этой должности встретил начало Великой Отечественной войны. В начале военных действий приступил к переводу работы дороги на военные рельсы. С утра 24 июня магистраль перешла на график военного времени. В сентябре 1941 года управление дорогой было передислоцировано из Петрозаводска в Беломорск.
Сложность обстановки усугублялось ещё и тем, что на протяжении 1500 км дорога проходила в прифронтовой полосе и вражеское командование всеми силами старалась отрезать Москву и Ленинград от Мурманского порта. Когда врагу удалось перерезать магистраль на двух участках Лодейное поле — Свирь и Петрозаводск — Масельская, грузы из составы пошли по новой, недавно построенной ветке Сорокская — Обозерская и дальше через Вологду и Ярославль. Эта линия надежно работала все военные годы, обеспечивала вывоз грузов, поступавших в Мурманск, а также снабжение Северного флота. В эти трудные дни начальник дороги умело организовал работу многотысячного коллектива Кировской магистрали. Одновременно, с ноября 1941 года, П. Н. Гарцуев выполнял обязанности уполномоченного наркомата по Карельскому фронту.
Руководил Кировской магистралью до конца войны. В июле 1944 года Управление дороги вернулось в освобожденный Петрозаводск.
В 1945 году был назначен начальником Северо-Кавказской железной дороги. Несмотря на сложную обстановку — магистраль отставала по многим показателям, многие сооружения были разрушены — уже в 1946 году план погрузки дорога выполнила на 104,4 %, в том числе по каменному углю — на 107,6 %. В мае 1949 году Гарцуеву присвоено персональное звание генерал-директора движения II ранга[уточнить]. Руководил дорогой 13 лет, за это время магистраль преобразилась: были полностью залечены раны, нанесенные войной, проведена техническая реконструкция всех служб дорожного хозяйства, завершена электрификация главных ходов дороги.
В 1959—1964 годах руководил Молдавской железной дорогой. Затем три года работал в Чехословакии в качестве эксперта Бюро по эксплуатации общего парка грузовых вагонов. По окончании командировки вернулся в Кишинёв и вышел на пенсию.
Жил в Кишинёве. Скончался 23 декабря 1969 года. Похоронен в Кишинёве на Армянском кладбище.

## Признание
- Указом Президиума ВС СССР от 5 ноября 1943 года «за особые заслуги в обеспечении перевозок для фронта и народного хозяйства и выдающиеся достижения в восстановлении железнодорожного хозяйства в трудных условиях военного времени» Гарцуеву Павлу Николаевичу присвоено звание Героя Социалистического Труда с вручением ордена Ленина и золотой медали «Серп и Молот».
- орден Ленина
- Орден Отечественной войны I степени
- орден «Знак Почёта»
- медали
- Почётный железнодорожник (дважды)